# Protomiltogramma laticeps
Protomiltogramma laticeps är en tvåvingeart som beskrevs av Malloch 1930. Protomiltogramma laticeps ingår i släktet Protomiltogramma och familjen köttflugor. Inga underarter finns listade i Catalogue of Life.